# Осадчий, Яков Андреевич
Яков Андреевич Осадчий (1860 — ?) — крестьянин, депутат Государственной думы Российской империи I созыва от Воронежской губернии.

## Биография

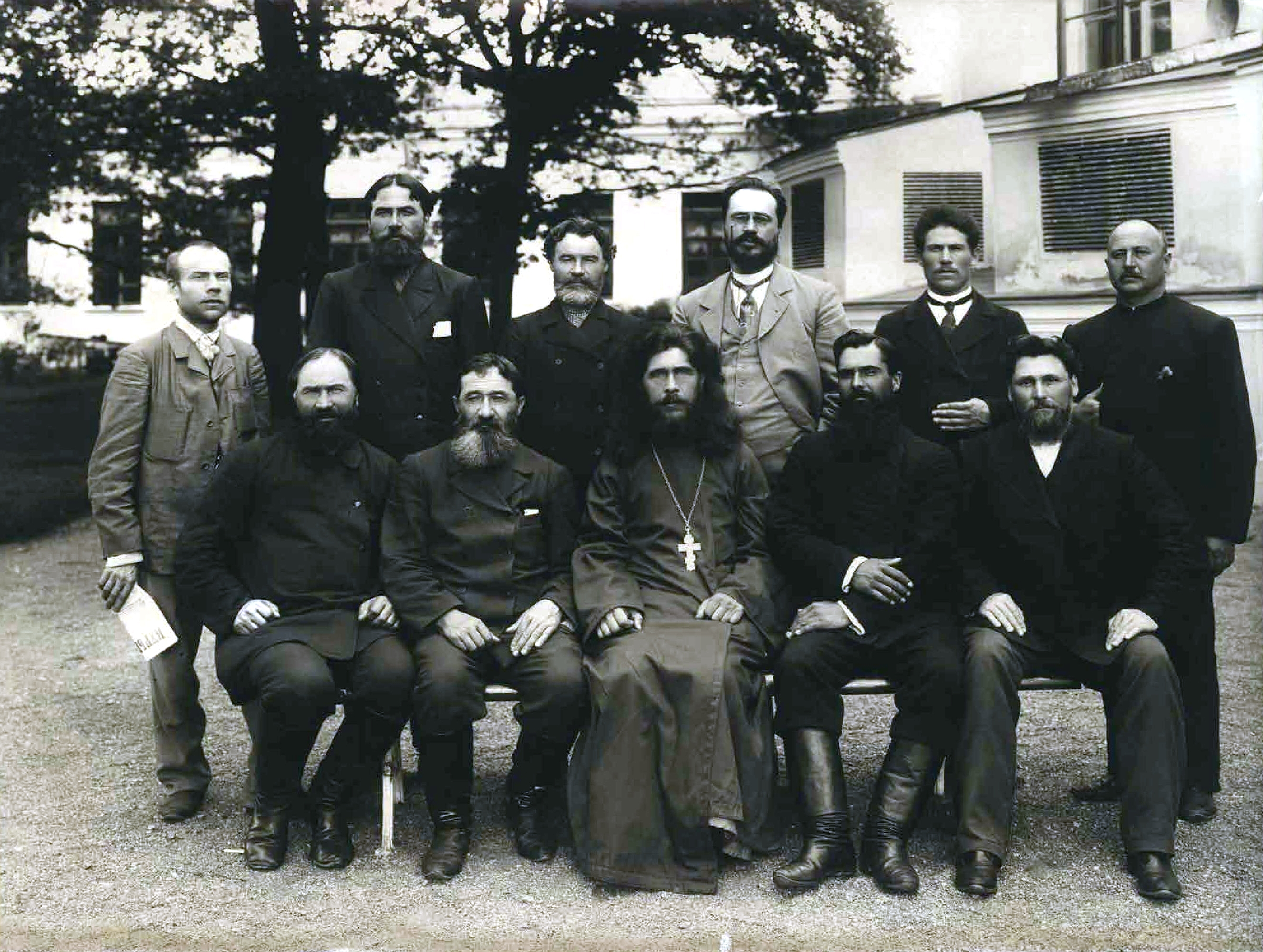
Члены Государственной Думы I созыва от Воронежской губернии. Стоят: Д.Я. Медведев, И.Я. Пушкарский, Е.И. Крамаренко, А.Г. Хрущов, М.М. Торшин, Ф.М. Зиновьев; сидят: Н.Д. Савельев,Ф.А. Кругликов, А.В. Поярков, П.С. Борисов, Я.А. Осадчий

По национальности украинец («малоросс»). Малоземельный крестьянин слободы Лосевая Лосевской волости Павловского уезда Воронежской губернии, имел всего две десятины земли на члена семьи. Имел среднее медицинское образование. Был ротным фельдшером в 62-м резервном батальоне. Три года служил председателем волостного суда, учётчиком при волостном правлении и уполномоченным от общества по ведению судебных дел. Вплоть до момента избрания в Думу оставался церковным старостой. Беспартийный, сочувствовал партии народной свободы.
15 апреля 1906 избран в Государственную думу I созыва от общего состава выборщиков Воронежского губернского избирательного собрания. Беспартийный.
После роспуска 1-й Государственной думы был арестован.
Дальнейшая судьба и дата смерти неизвестны.